# 삼국유사 권1~2
삼국유사 권1~2(三國遺事 卷一~二)는 서울특별시 서대문구, 연세대학교 박물관에 있는 조선시대의 목판본 책이다. 2015년 3월 4일 대한민국의 보물 제1866호로 지정되었다가, 2018년 2월 22일 대한민국의 국보 제306-3호로 승격되었다.

## 개요
연세대 소장 『삼국유사』권1∼2는 2권 1책만이 남아 있어 자료로서의 한계는 있으나, 임신본(壬申本, 1512) 이전에 간행된 공개된 판본이라는 점이 중요하다. 지금까지 임신본의 판독하기 어려운 글자들은 비교할 대상이 없었으나 이 판본으로 인해 해결의 실마리를 찾을 수 있게 되었고 현전하지 않는 인용문헌의 확인에도 큰 의미가 있다.
따라서 연세대 소장『삼국유사』권1∼2는 여러 측면에서 볼 때 국가문화재로 지정하여 연구하고 보존·관리할 만한 가치가 있다.

## 국보 승격사유
『삼국유사』는 고려 일연(一然) 스님이 1281년(충렬왕 7)이 편찬한 역사서이다. 보물 제1866호『삼국유사』는 조선 초기 판본으로, 신라․고구려․백제․가야 및 통일신라․후고구려(고려 포함)․후백제의 간략 연표인 「왕력(王曆)」과 함께 고조선～후삼국의 역사․문화적인 사실을 기술한 「기이(紀異)」의 내용을 포함하고 있다. 비록 총 5권 중 권1～2권만 남아 있으나, 조선 초기본으로서 결장(缺張)이 없는 완전한 인출본이라는 점에서 가치가 있다.
보물 제1866호 『삼국유사』는 1512년(중종 7)에 간행된 『삼국유사』(임신본) 중 판독하기 어려운 글자를 보완하고 현존하지 않는 인용문헌을 확인할 수 있다는 점에서 중요한 가치를 지니고 있다. 또한 이미 지정된 국보 제306호(개인소장)와 제306-2호(서울대 규장각 소장)와 비교해보아도 대등한 문화재적 가치가 인정되므로 국보로 승격하여 보존 관리할 필요가 있다.

## 갤러리

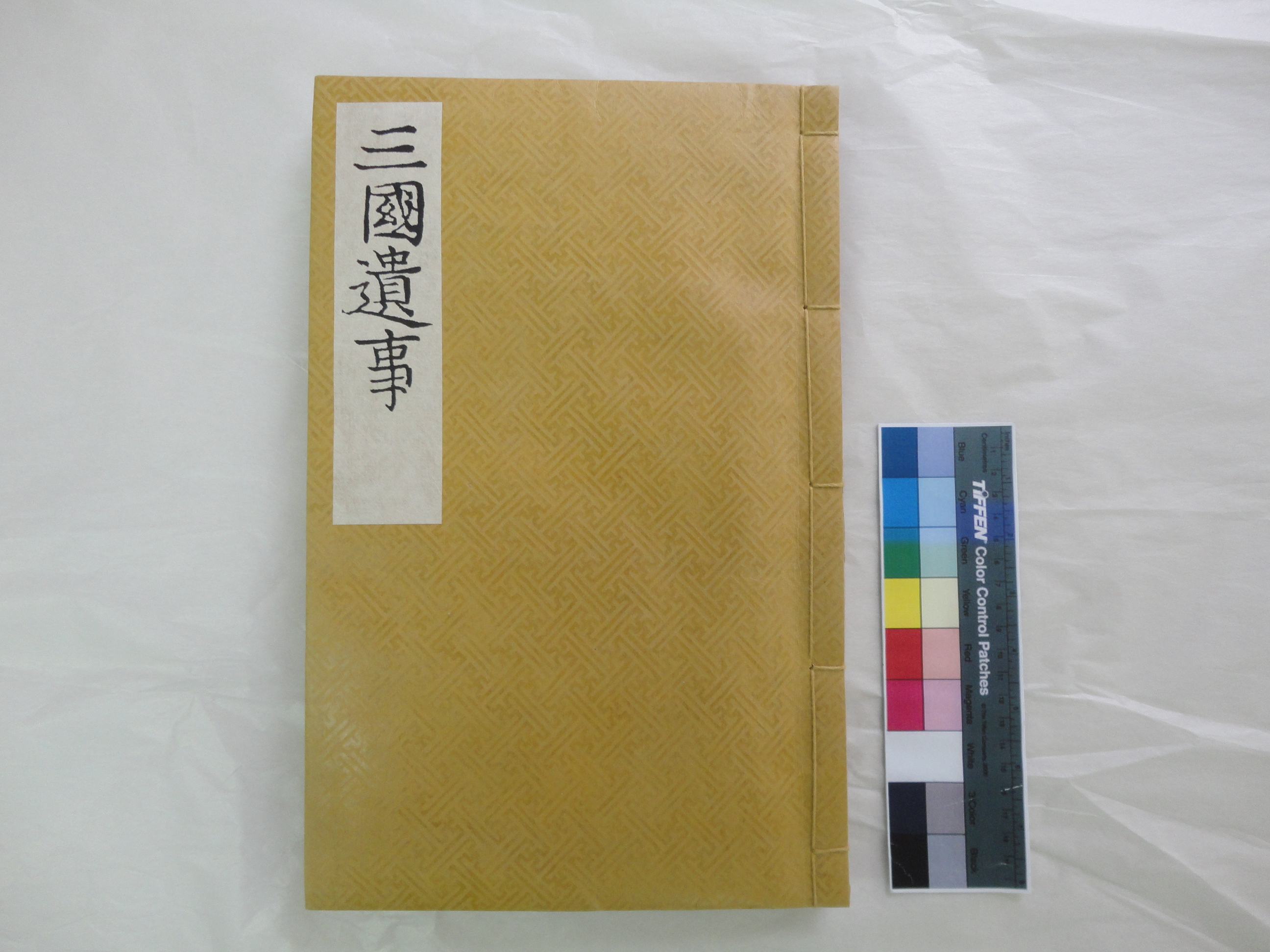
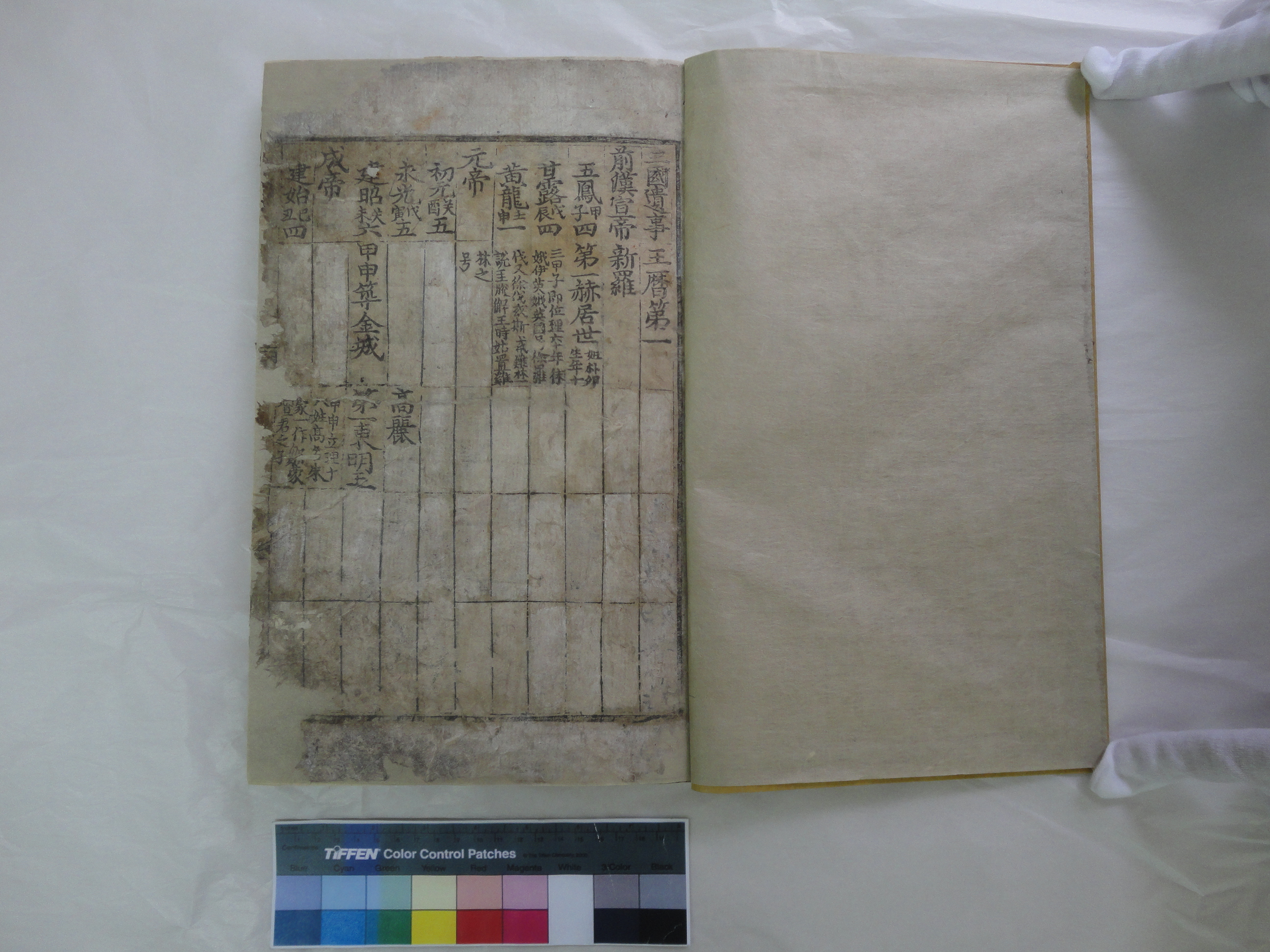
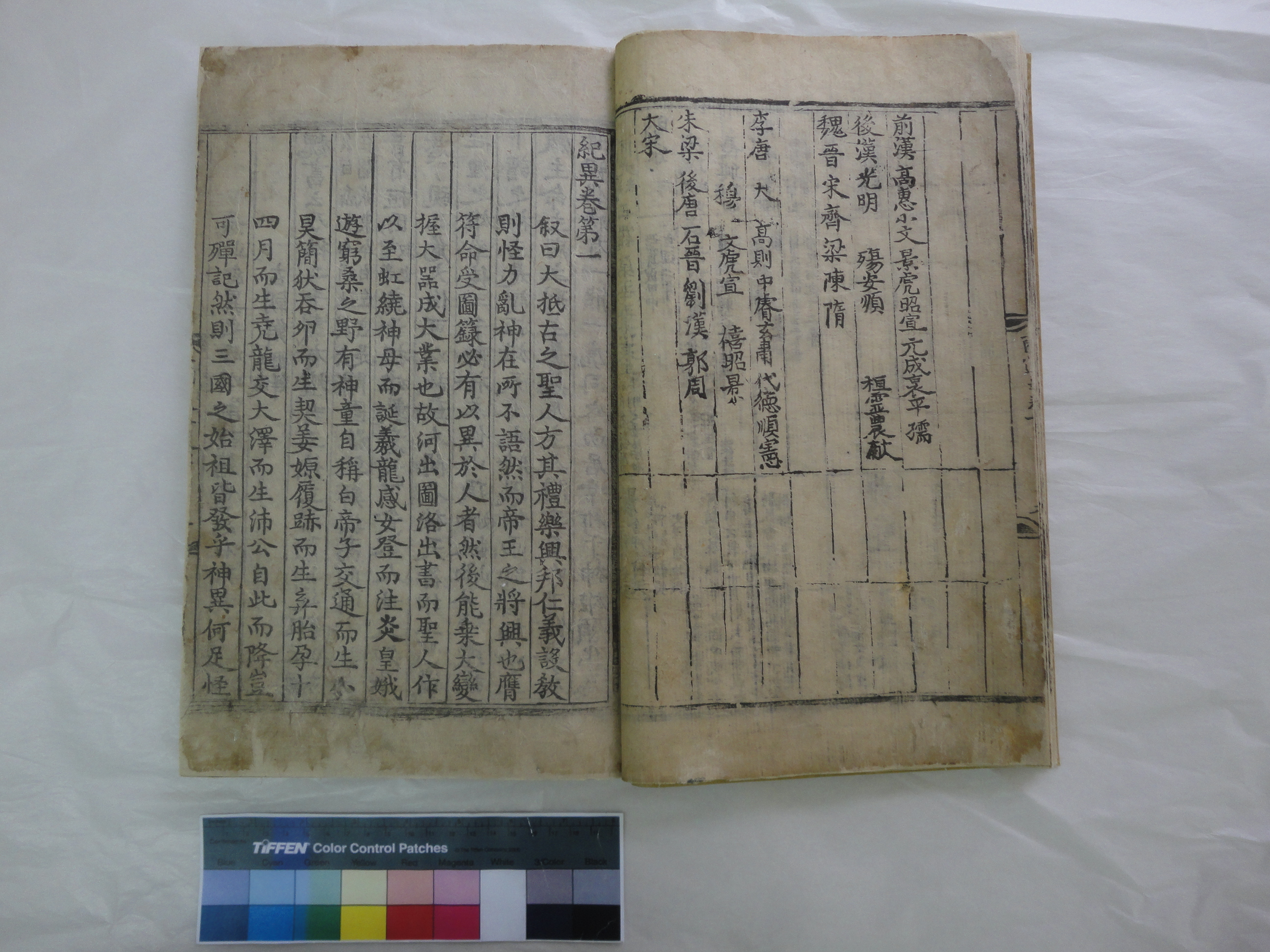

## 같이 보기
- 삼국유사

## 참고 자료
- 삼국유사 권1~2 - 국가유산청 국가유산포털